# Łyżwiarstwo szybkie na Zimowych Igrzyskach Olimpijskich 1932 – bieg na 10 000 m mężczyzn
Bieg na 10 000 metrów mężczyzn w łyżwiarstwie szybkim na Zimowych Igrzyskach Olimpijskich 1932 rozegrano w dniach 5-8 lutego na torze James B. Sheffield Olympic Skating Rink. Mistrzem olimpijskim na tym dystansie został Irving Jaffee z USA. 
Rozegrano dwa biegi eliminacyjne, z których po czterech najlepszych zawodników awansowało do ośmioosobowego finału.

## Pierwsza runda

### Pierwszy bieg
Po zakończeniu biegu złożono protest przeciwko Alexandrowi Hurdowi i Edwinowi Wedge’owi, którzy nie utrzymywali równego tempa przez wymaganą liczbę okrążeń.
| Miejsce | Zawodnik         | Czas    | Awans |
| ------- | ---------------- | ------- | ----- |
| 1       | Alexander Hurd   | 17:41,3 | (Q)   |
| 2       | Valentine Bialas |         | (Q)   |
| 3       | Ivar Ballangrud  |         | (Q)   |
| 4       | Edwin Wedge      |         | (Q)   |
| 5       | Shozo Ishihara   |         |       |
| 6       | Michael Staksrud |         |       |
| 7       | Ossi Blomqvist   |         |       |
| –       | Marion McCarthy  | DNF     |       |
| –       | Tomeju Uruma     | DNF     |       |

### Drugi bieg
Po biegu protest wniesiono przeciwko Frankowi Stackowi, który przeszkadzał innym zawodnikom.
| Miejsce | Zawodnik          | Czas    | Awans |
| ------- | ----------------- | ------- | ----- |
| 1       | Eddie Schroeder   | 17:52.2 | (Q)   |
| 2       | Frank Stack       |         | (Q)   |
| 3       | Irving Jaffee     |         | (Q)   |
| 4       | Bernt Evensen     |         | (Q)   |
| 5       | Hans Engnestangen |         |       |
| 6       | Ingvar Lindberg   |         |       |
| 7       | Tokuo Kitani      |         |       |
| –       | Yasuo Kawamura    | DNF     |       |
| –       | William Logan     | DNF     |       |

### Powtórka
Po zakończeniu pierwszej rundy sędziowie zdecydowali o powtórzeniu obu biegów. Wszyscy zawodnicy stanęli na starcie ponownie następnego dnia, 6 lutego 1932 roku.

### Pierwszy bieg
| Miejsce | Zawodnik         | Czas    | Awans |
| ------- | ---------------- | ------- | ----- |
| 1       | Alexander Hurd   | 17:56.2 | Q     |
| 2       | Ivar Ballangrud  |         | Q     |
| 3       | Valentine Bialas |         | Q     |
| 4       | Edwin Wedge      |         | Q     |
| 5       | Ossi Blomqvist   |         |       |
| 6       | Michael Staksrud |         |       |
| –       | Shozo Ishihara   | DNF     |       |
| –       | Marion McCarthy  | DNF     |       |
| –       | Tomeju Uruma     | DNF     |       |

### Drugi bieg
| Miejsce | Zawodnik          | Czas    | Awans |
| ------- | ----------------- | ------- | ----- |
| 1       | Irving Jaffee     | 18:05.4 | Q     |
| 2       | Frank Stack       |         | Q     |
| 3       | Bernt Evensen     |         | Q     |
| 3       | Eddie Schroeder   |         | Q     |
| 5       | William Logan     |         |       |
| 6       | Hans Engnestangen |         |       |
| –       | Ingvar Lindberg   | DNF     |       |
| –       | Tokuo Kitani      | DNF     |       |
| –       | Yasuo Kawamura    | DNF     |       |

## Finał
| Miejsce | Zawodnik         | Państwo           | Czas       |
| ------- | ---------------- | ----------------- | ---------- |
| 01 !    | Irving Jaffee    | Stany Zjednoczone | 19:13,6    |
| 02 !    | Ivar Ballangrud  | Norwegia          | 5 m straty |
| 03 !    | Frank Stack      | Kanada            | 6 m straty |
| 4       | Edwin Wedge      | Stany Zjednoczone |            |
| 5       | Valentine Bialas | Stany Zjednoczone |            |
| 6       | Bernt Evensen    | Norwegia          |            |
| 7       | Alexander Hurd   | Kanada            |            |
| 8       | Eddie Schroeder  | Stany Zjednoczone |            |